# الجو (حريب)

تعديل مصدري - تعديل

الجو هي إحدى قرى عزلة ال عقيل بمديرية حريب التابعة لمحافظة مأرب، بلغ تعداد سكانها 302 نسمة حسب تعداد اليمن لعام 2004.